# Mercedes-AMG GT Concept
Mercedes-AMG GT Concept — концептуальный автомобиль немецкой торговой марки Mercedes-Benz, представленный на Женевском автосалоне в начале марта 2017 года в рамках комплексного проекта по чествованию 50-летнего юбилея с момента основания подразделения Mercedes-AMG. Является первой моделью бренда в особой серии «EQ Power+» и третьим полностью самостоятельно разработанным продуктом подразделения Mercedes-AMG. Концепт-кар представляет собой четырёхдверное купе с гибридным силовым агрегатом, которое должно составить конкуренцию таким моделям, как Audi A7, BMW 6 GranCoupe и Porsche Panamera. По сообщению британского автомобильного издания Autocar и ряда иных СМИ серийная версия автомобиля поступит в продажу в 2018—2019 годах.

## История
Автомобиль на выставке в Женеве, 2017
Концептуальная четырёхдверная модель Mercedes-AMG GT Concept была представлена в начале марта 2017 года на Женевском автосалоне и третьим продуктом компании, после спорткаров SLS AMG и AMG GT, самостоятельно разработанным подразделением Mercedes-AMG. Согласно официальному заявлению представителей немецкого концерна, автомобиль продолжает рост семейства Mercedes-AMG GT. Глава подразделения Mercedes-AMG Тобиас Моерс пояснил, что новинка создана на основе модульной платформы «MRA» от серийных Mercedes-Benz C-/E-классов, а не на основе спортивного купе Mercedes-AMG GT. По предположениям автомобильных СМИ, серийная версия концепта придёт на смену существующей петидверной версии CLS-класса в кузове «Shooting Brake».
В рамках концептуального автомобиля дебютировал ряд новых технологических решений, в том числе дневные ходовые огни и задние фонари из активных нановолокон. В оформлении внешнего вида Mercedes-AMG GT Concept использованы элементы активной аэродинамики по бокам, решётка радиатора в стиле «Panamericana» с вертикальными рёбрами, окрашенными в красный цвет, а зеркала заднего вида заменены видеокамерами. Часть кузовных панелей, включая аэродинамический обвес, сделана из углепластика.
Силовая установка концепт-кара AMG GT Concept представлена гибридным двигателем, в котором электромотор сочетается с бензиновым четырёхлитровым битурбо V8. Суммарная мощность модели составляет 600 кВт (805 лошадиных сил), благодаря чему автомобиль может разгоняться с 0 до 100 км/ч меньше чем за три секунды. Концепт-кар имеет возможность двигаться исключительно на электротяге, только с помощью ДВС или сочетая работу обоих агрегатов. Модульный блок аккумулирования энергии является более мощным, чем обычные гибридные батареи, но в то же время более компактным и лёгким. Пополнять запас энергии аккумуляторов, ёмкость которых пока не раскрывается, можно как с помощью ДВС (используя его как генератор), так и с помощью рекуперации энергии. Четырёхдверное купе оснащено системой полного привода 4MATIC и возможностью распределения крутящего момента отдельно на каждое колесо (в соответствии с принципом «Torque Vectoring»). Для управления высокой мощностью двигателя применяется высокоэффективная композитная керамическая тормозная система AMG. Тормозные суппорты окрашены в бронзовый цвет и оснащаются фирменной надписью «AMG Carbon Ceramic».
Запуск спортивной модели немецкого производителя, по сообщению автомобильных СМИ, ожидается в сентябре 2018 года. Изначально автомобиль будет представлен исключительно с бензиновым двигателем мощностью около 600 лошадиных сил, но позже (предположительно в 2019 году) модельный ряд пополнит более мощный вариант с представленной в рамках концепта гибридной силовой установкой.

## Описание

### Экстерьер
Дизайн экстерьера модели AMG GT Concept продолжает развивать идеи, применённые на автомобиле Mercedes-AMG GT. Тем не менее, автомобиль получил практичный для повседневного применения четырёхдверный кузов с большими задними дверьми, сохранив при этом динамический характер оформления. Концепт-кар представляет собой синтез философии дизайна «Sensual Purity» в сочетании со спортивным характером продуктов подразделения Mercedes-AMG. По словам представителей компании, модель демонстрирует характер дизайна будущего автомобиля, который пойдёт в серию.
Переднюю часть кузова украшает решётка радиатора в стиле «Панамерикана» (с вертикальными передвижными ламелями, окрашенными по бокам в красный цвет), большие воздухозаборники и заострённая, зауженная светодиодная оптика с технологией наноактивных волокон и трёхмерным эффектом освещения. Подвижные радиаторные жалюзи в центральном и боковом воздухозаборниках призваны улучшить аэродинамику автомобиля и вдохновлены активной системой управления воздухом AIRPANEL модели AMG GT R. Широкий капот простирается прямо к колёсным аркам. Лакокрасочное покрытие красного оттенка с эффектом жидкого металла призвано также подчеркнуть спортивный характер концепт-кара. Широкую заднюю часть кузова с плавным наклоном стекла к крышке багажника украшают такие же тонкие горизонтальные фонари и фирменная эмблема компании. В задней оптике применена новая технология освещения, которая расположена под трёхмерной линзой фонарей. Ребристый модуль охлаждения встроен в объектив и служит средством отвода выработанного тепла наружу. Особыми элементами дизайна хвостовой части являются широкий диффузор из углеродного волокна, изогнутый вниз по бокам, а также центральная отделка выхлопной трубы, напоминающая Mercedes-AMG GT R.
Боковой внешний вид автомобиля формируется гладкими формами, бескаркасными стойками, боковыми порогами из углеродного волокна и внешними зеркалами, роль которых выполняют аэродинамически эффективные миниатюрные камеры, известные как «зеркальные камеры». Передние крылья модели украшены шильдиками «EQ Power+», сообщающими о повышенной мощности транспортного средства, достигнуто с применением гибридных технологий. Завершают образ широкие колёсные арки, в которых расположены большие колёсные диски с тонкими спицами, что позволяют рассмотреть высокоэффективную композитную тормозную систему AMG. Тормозные суппорты окрашены в бронзовый цвет и имеют надпись «AMG Carbon Ceramic».

### Интерьер
Интерьер автомобиля остался нераскрытым: салон концепт-кара на выставке был скрыт от посторонних глаз при помощи тонированных чёрных стекол. Предполагается, что салона автомобиля позаимствован полностью или частично у моделей Mercedes-AMG GT R и GT C. Единственное, что известно о будущей серийной версии концепт-кара это тот факт, что у него внутри будет четыре индивидуальных кресла (хотя возможна и пятиместная версия, так как пятидверный Mercedes-AMG GT прочат на замену малопопулярному универсалу CLS Shooting Brake).

### Двигатель
Mercedes-AMG GT Concept оснащается гибридным ДВС: наиболее современным битурбированным бензиновым двигателем V8 с рабочим объёмом в 4 литра и высокопроизводительным электромотором. Гибридный агрегат разработан силами спецподразделения Mercedes-AMG High Performance Powertrains GmbH при участии команды Формулы-1 Mercedes-AMG Petronas. Концепт-кар имеет сбалансированное распределение нагрузки на ось. Полностью изменяемый привод AMG 4MATIC+ также соединён с электродвигателем (при помощи заднего редуктора), который способен управлять задними колёсами и служить в качестве дополнительного ускорителя. Управлением и передачей мощности занимается девятиступенчатая АКП 9G-Tronic. Трансмиссия отдаёт мощность на передние колёса, однако карданный вал также передаёт крутящий момент и на задние колёса. Благодаря такому сочетанию технологий (которую компания именует «Hybrid Performance Architecture») автомобиль способен выдавать до 600 кВт мощности (более 800 л. с.). Скорость разгона концепт-кара от 0 до 100 км/ч составляет менее 3 секунд. Мощная и при этом компактная и лёгкая батарея заряжается от сети, от системы рекуперации энергии либо за счёт сжигания топлива. При этом аккумулятор имеет масштабируемую архитектуру (то есть различные варианты конечной ёмкости заряда).

### Ходовая часть
Автомобиль не использует платформу от купе и родстеров модели Mercedes-AMG GT с отнесённой к заднему редуктору коробкой передач (данное шасси оказалось слишком сложным, а главное — оно не отвечает требованиям компоновки c полноприводной трансмиссией). В основе конструкции — новое шасси, больше похожее на платформу MRA от седанов C- и E-класса.